# Cercobelus
Cercobelus is een geslacht van vliesvleugeligen uit de familie Encyrtidae. De wetenschappelijke naam van dit geslacht is voor het eerst geldig gepubliceerd in 1842 door Walker.

## Soorten
Het geslacht Cercobelus omvat de volgende soorten:
- Cercobelus daphne Noyes & Hanson, 1996
- Cercobelus godoyae Noyes & Hanson, 1996
- Cercobelus isara Noyes & Hanson, 1996
- Cercobelus jugaeus (Walker, 1837)
- Cercobelus saki Hayat, 2005
- Cercobelus sithon Noyes & Hanson, 1996
- Cercobelus ulixes Noyes & Hanson, 1996